# Strzyżewo Zbąskie
Strzyżewo Zbąskie – zlikwidowany przystanek osobowy i ładownia a dawniej stacja kolejowa w Strzyżewie na trasie linii kolejowej nr 373 Międzychód – Zbąszyń, w województwie wielkopolskim w Polsce. Przystanek został zlikwidowany przed 28 listopada 2005.